# Philippe Rühl
Philippe Jacques Rühl (Strasburgo, 3 maggio 1737 – 29 maggio 1795) è stato un politico e rivoluzionario francese di origini tedesche.
Ricoprì il primo ruolo di Deputato del Basso Reno, in seguito Deputato all'Assemblea legislativa e fu il primo a ricevere la carica di Presidente della Convenzione nazionale della Prima Repubblica francese, dopo la deposizione di Luigi XVI di Francia, ruolo che ricoprì anche una seconda volta. Divenne celebre per aver rotto la Santa Ampolla, il 7 ottobre 1793 a Reims.

## Biografia
Rühl era figlio di un pastore luterano di Worms. Faceva parte della Cancelleria del principe tedesco di Leiningen-Hartenburg originario di Dabo, ma residente in Germania; con gli eventi del 1789, la famiglia Rühl decise di tornare in Francia.
Venne nominato direttore del dipartimento del Basso Reno nel febbraio 1791 e, quello stesso anno, divenne Deputato all'Assemblea legislativa, il 1º ottobre 1791.
Rieletto capo dei deputati del Basso Reno alla Convenzione Nazionale, ha presieduto la prima riunione come membro più anziano dei membri presenti ed unilaterali tra i montagnardi. Divenne commissario per la supervisione della traduzione dei decreti ed il 20 novembre 1792, membro della Commissione dei Dodici, col compito di inventariare i documenti presenti nella cassaforte alle Tuileries. Sui vari documenti trovati, Rühl insistette sul fatto che il processo su Luigi XVI doveva essere preso senza indugio.
Inviato in missione, 23 dicembre 1792 con Anne Pierre Coustard e Jean-Pierre Couturier, nei dipartimenti di Meurthe, Mosella e del Basso Reno, non poté partecipare al processo del re. Venne eletto il 26 marzo 1793 membro del Comitato di salute pubblica.
Nell'ottobre 1793, ruppe pubblicamente la Santa Ampolla, una fiala contenente olio usato per l'incoronazione dei re di Francia; i resti dell'oggetto vennero inviati alla Convenzione Nazionale. Appena tornato a casa, fu mandato dal 23 novembre 1793 all'8 gennaio 1794, nel Basso Reno per organizzare un nuovo quartiere incorporando le città di Neu-Sarrewerden, Harskirchen e Asswiller. Venne nuovamente nominato Presidente della Convenzione Nazionale e, come Robert Lindet, rifiutò di controfirmare l'arresto e la condanna di Georges Jacques Danton.
Parlò ampiamente male di Robespierre e fu molto favorevole alla sua incriminazione, anche se difese tuttavia gli ex colleghi robespierristi. Fu uno degli ultimi cinque montagnardi, che nel 1795 vennero processati da una commissione militare; consapevole di essere condannato a morte, Rühl evitò la ghigliottina pugnalandosi di sua iniziativa il 29 maggio 1795.